# 克爾白
克爾白（羅馬化：al-Kaʿbah，直译：「立方體」），又称恺阿白（《瀛涯胜览》）、天堂礼拜寺（《瀛涯胜览》）、卡巴天房、天房、卡巴圣殿等，是一座立方體的建築物，位於伊斯蘭教聖城麥加的禁寺內。相傳是第一個人類阿丹（亞當）興建的，並由易卜拉欣（亞伯拉罕）和易斯馬儀（以實瑪利）父子共同修建的。伊斯蘭傳統認為克爾白是天堂的建築“天使崇拜真主之處”（羅馬化：al-Baytu l-Maˤmur）在地上的翻版，而克爾白的位置就直接在彼天堂建築之下。《古兰经》记载：“为世人而创设的最古的清真寺，确是在麦加的那所吉祥的天房、全世界的向导。”
克爾白是伊斯蘭教最神聖的聖地，所有信徒在地球上任何地方必須面對它的方向祈禱，而且伊斯蘭教的五功包括了朝覲，也就是到麥加去朝拜。

## 地點與外觀

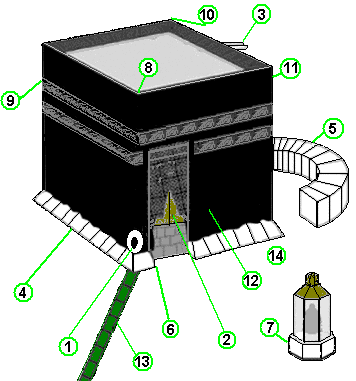
1、黑石
2、大門
3、排水溝
4、克爾白的基座
5、哈提姆
6、大門與黑石之間的牆
7、易卜拉欣的腳印
8、黑石角
9、葉門角
10、叙利亚角
11、伊拉克角
12、基斯瓦
13、標記出巡遊的起點與終點的大理石條紋

克爾白是一座立方體的石造建築，由麥加附近山區的花崗石為材料，建立在約10吋高的大理石平臺上。整個構造物的邊長大約是：長41呎，寬36呎，高42呎。建築的四個角面對東南西北四個方向，大致上和指南針顯示的方向一樣。東南邊的角稱為“黑石角”（Rukn-al-Aswad），鑲有一塊黑色的隕石，一般即稱之為「黑石」，是當年穆罕默德清除偶像後唯一得以保留的。其餘三個角分別稱為“伊拉克角”（Rukn-al-'Iraqi）（东北）、“沙姆角”（Rukn-al-Shami）（西北，沙姆即累范特/叙利亚之意）和“也門角”（Rukn-al-Yamani）（西南）。
克爾白外覆黑色絲綢布，上繡金質的古蘭經經文。這種布阿拉伯語稱為“基斯瓦”，每年都要在朝圣节前換新（這塊布由法蒂瑪王朝開始由埃及供應）。
克爾白的東北牆設有離地2公尺高的大門，是克爾白的正面。欲進入此大門須經由配有輪子的木製樓梯。克爾白的地板與內牆鋪設大理石，屋頂則以三根柱子支撐。內牆大理石的鋪設高度只接近屋頂的一半，內牆的上半部則以綠色布幔覆蓋，繡有金質的古蘭經經文。克爾白並沒有窗戶，大門是唯一的通道。打理克爾白的工作人員用香油清洗大理石以及外部的黑石。
克爾白外部的西北面有一環半圓形的大理石石造物，阿拉伯語稱為“哈提姆”（hatīm），但沒有與克爾白直接相連。這環建物曾經是克爾白的一部分，所以穆斯林在巡遊克爾白時不進入其環形空間內。有些穆斯林認為這個環形構造物是先知易斯馬儀與其母親夏甲的長眠之處。

## 黑石
黑石是克爾白的重要部分，穆斯林認為黑石的歷史可以追溯到阿丹與哈娃的時代。黑石目前被鑲在東邊的牆角，直徑大約有30公分長，用銀框固定住。前往克爾白朝聖的穆斯林都會像穆罕默德一樣，試著親吻之。然而朝聖的人非常多，不可能親吻黑石，只能用手掌朝向黑石示意一下。教外人士和瓦哈比派經常質疑穆斯林親吻黑石的舉動是偶像崇拜，是穆罕默德對多神信仰的妥協，非瓦哈比派的穆斯林则认为黑石只是標示著巡遊克爾白的起點，只是一個記號。
穆斯林認為黑石的顏色本來是潔白的，但由於人們的罪惡而逐漸變黑。

## 歷史

### 蒙昧時代
伊斯蘭創立前的克爾白歷史幾乎是一片空白，這段歷史也就眾說紛紜。早期的阿拉伯人主要是遊牧民族，由於生活環境惡劣而性情好戰。但是當他們在進行宗教崇拜的時候能夠相安無事。
文辛克（Wensinck）在《伊斯蘭百科全書》裡指出，麥加就是托勒密所說的“馬卡拉巴”（Macoraba）。克爾白所坐落的地方一直要到大約西元500年左右才出現朝聖的習俗。當時古來氏族掌控了克爾白，並與當地其他的貝都因人簽訂相關協議。克爾白的所在標示此地是一片綠洲，是群山環繞的谷地，正是滲滲泉的水源處。
艾伊奇（Eiichi）認為當時阿拉伯半島有很多類似克爾白的建築，但只有麥加的克爾白才是以石頭建造的。也有人認為曾經存在過跟現今的黑石一樣的石頭。阿拉伯半島南部城市蓋曼（Ghaiman）崇拜一種紅色的石頭，把它當作神靈。而在阿巴拉特（al-Abalat，麥加南部，靠近塔巴拉(Tabala)）的克爾白裡則供奉著白色的石頭。古魯伯（Grunebaum）在其《古典伊斯蘭》（Classical Islam）一書中指出，當時人們的宗教崇拜和奇石、山岳、怪樹很有關係。
凱倫·阿姆斯壯的書《伊斯蘭簡史》（Islam: A Short History）指出，麥加的克爾白本來是納巴泰人信仰的胡巴勒的神廟。當時克爾白裡頭擺著360個偶像（或肖像），每個偶像分別代表一年裡的其中一天。所有的阿拉伯部族在一年裡會有一次集體到麥加的朝聖，不管他們是基督徒還是偶像崇拜者。為了能夠安心進行朝覲活動，當時的麥加方圓20英里以內的範圍禁止任何暴力行為。這種規矩讓麥加得以興旺起來，不僅成為一個朝聖之地，也成為一個貿易重鎮。波士頓環球報指出當時的克爾白是獻給胡巴勒和“阿拉的女兒”（烏札、阿勒特、瑪納特）的。當時人們認為克爾白是世界的重心，天堂的門在其正上方。克爾白是神靈的世界與世俗世界的交會點，而從天空墜落的黑石更體現了天地的連結。
根據薩瓦爾(Sarwar)的說法大約在穆罕默德出生的四百年前，有一個人叫做“Amr bin Lahyo bin Harath bin Amr ul-Qais bin Thalaba bin Azd bin Khalan bin Babalyun bin Saba”，他是卡坦族的後代，是漢志地區的國王。他把胡巴勒的偶像放置在克爾白上面。胡巴勒是統治階級古來氏族的主神之一。胡巴勒的偶像由紅瑪瑙製成，看上去像一個人類，但卻沒有一體成形的右手掌，而是以金子做的手代替。胡巴勒偶像被移進克爾白的時候，它的前方擺著占卜用的七支箭。
但另一方面，帕特丽夏·克罗内的觀點都在在地和主流的歷史學家不同，包括了伊斯蘭早期的歷史及克爾白的歷史。在《麥加的商貿》（Meccan Trade）與《伊斯蘭的興起》（Rise of Islam）兩本書中，克隆認為把克爾白說成是“馬卡拉巴”乃子虛烏有，其實馬卡拉巴是當時阿拉伯半島南部“福地阿拉伯”（Arabia Felix）轄下的小鎮。
許多歷史學者特別強調蒙昧時代麥加的權力與地位。他們指出麥加因著香料貿易而富起來。克隆認為這種說法是誇大的，麥加只不過是同游牧民族貿易的前哨站，買賣皮革、布疋與駱駝奶油。她認為如果麥加當時是個貿易中心，那麼它應該會被當時的人提起，例如普羅科匹厄斯，而敘利亞教會的編年史家也應該會留下敘利亞文的紀錄。在伊斯蘭興起前的三個世紀間，沒有發現任何有關麥加的地理或歷史紀錄。
《大英百科全書》說“早在伊斯蘭教興起之前麥加就是一個聖地，是一個朝覲的聖地。”據德國歷史學家格拉瑟（Eduard Glaser）的說法，“克爾白”這個詞可能與南阿拉伯語（或衣索匹亞語）的詞“mikrab”有關，意為“神殿”。但克隆還是不同意這個觀點。

### 伊斯蘭教時期

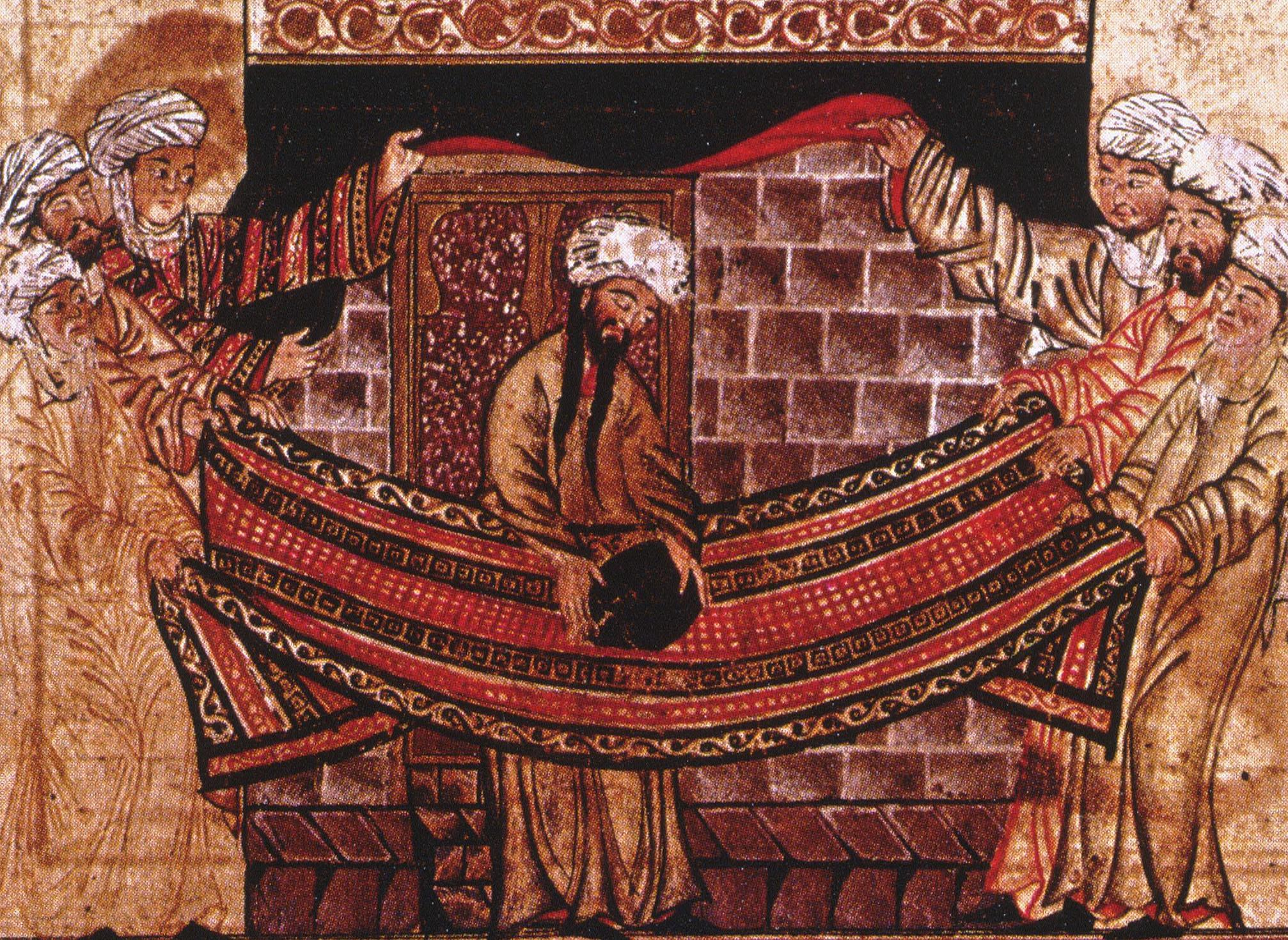
繪於1315年的圖，先知穆罕默德將黑石放置在斗篷上。當時正值克爾白重建。

先知穆罕默德（西元570-632年）在世的時候，他所屬的古來氏部族掌管著克爾白。那個時候克爾白是一個供奉多神教徒們三百六十個偶像的神壇。穆斯林相信先知穆罕默德領受真主指示而宣揚伊斯蘭教並要還原克爾白上古一神教的意義，在宣告要把放在裡面的偶像全部清除掉後，利益受損的古來氏貴族們因此開始迫害他。迫害毫無停止的跡象，於是穆罕默德及其追隨者開始於西元623年遷徙至麥地那。而穆罕默德則留待到所有追隨者離開後才和阿布·伯克尔起程。在伊斯蘭教歷史上，這是一個關鍵性的行動，穆斯林社群因而能夠建立獨自的伊斯蘭政治與自衛性的軍事組織。雙方交戰了幾場戰役後，在630年穆斯林反敗為勝，最後和平收服了麥加與克爾白。此時克爾白正式成為伊斯蘭教的獨有的宗教建築，也確保了穆斯林每年來到此地朝覲的儀式。
穆罕默德光復麥加之後，開始著手清除克爾白裡頭的360個偶像。有些偶像是穆罕默德親手摧毀的，並念道（古蘭經 17:81）：“真理已來臨了，虛妄已消滅了；虛妄確是易滅的。”除了偶像，先知穆罕默德也把克爾白內的壁畫全部清除。
伊斯蘭歷史上也提及了克爾白在大約600年的時候重建。在伊本·易斯哈格的《真主使者的一生》一書中，穆罕默德公正地調解了麥加的部族對黑石問題的爭吵。各個部族爭論到底哪個部族才有資格安置黑石。穆罕默德的解決之道是，他讓所有部族的長老將黑石放置在斗蓬上，最後一同把黑石安置好。伊本·易斯哈格說當時用以重建克爾白的木材來自一艘擱淺在瀕紅海城市舒艾巴（Shu'ayba）的海岸上的希臘船隻，一名叫做巴昆（Baqum）的科普特人木匠取其木材。
什葉派穆斯林認為克爾白是阿里的出生處。他是伊斯蘭帝國的第四任哈里發，也是先知穆罕默德的堂弟、女婿。

### 穆罕默德逝世以後
自從穆罕默德以來，克爾白已經被修建過許多次。
- 阿卜杜拉·伊本·祖拜爾在阿里死後統治麥加好些年，他拆毀舊有的克爾白，把半環形構造物哈廷涵蓋進去。他之所以這麼做是因為聖訓裡頭提到哈廷是亞伯拉罕時代的克爾白遺跡，穆罕默德希望能將之包含進去。
- 683年祖拜爾·伊本·阿瓦姆（英语：Al-Zubayr）與倭馬亞王朝的伊拉克總督哈查吉·伊本·優素福的軍隊發生激戰，克爾白因而損毀。哈札志以石弩攻擊麥加。這個事件被穆斯林的編年史家認為是哈里發葉齊德一世的錯，因為是他下令攻擊麥加的。
- 阿布杜勒·馬力克終結第一次伊斯蘭內戰而掌控了整個伊斯蘭帝國。693年他根據古來氏族所劃定的基礎上修復了祖拜爾時期毀壞的克爾白。[32]

克爾白除了修復之外，其基本形狀與結構自從阿布杜勒·馬力克修復以來沒有什麼改變。

## 清理
克爾白每年有兩次的清理，一次大約在拉瑪丹月前15天，另外一次大約在朝覲季節前15天。
克爾白的鑰匙由班尼·沙巴特部族管理。部族成員在克爾白清理期間會邀請一些達官顯貴與外國外交官參加清理克爾白。麥加市長帶領他們清理克爾白，但清掃工具只有一般的掃帚。之後他們以混合泉水與蔷薇水的溶液清洗克爾白。

## 朝向與祈禱

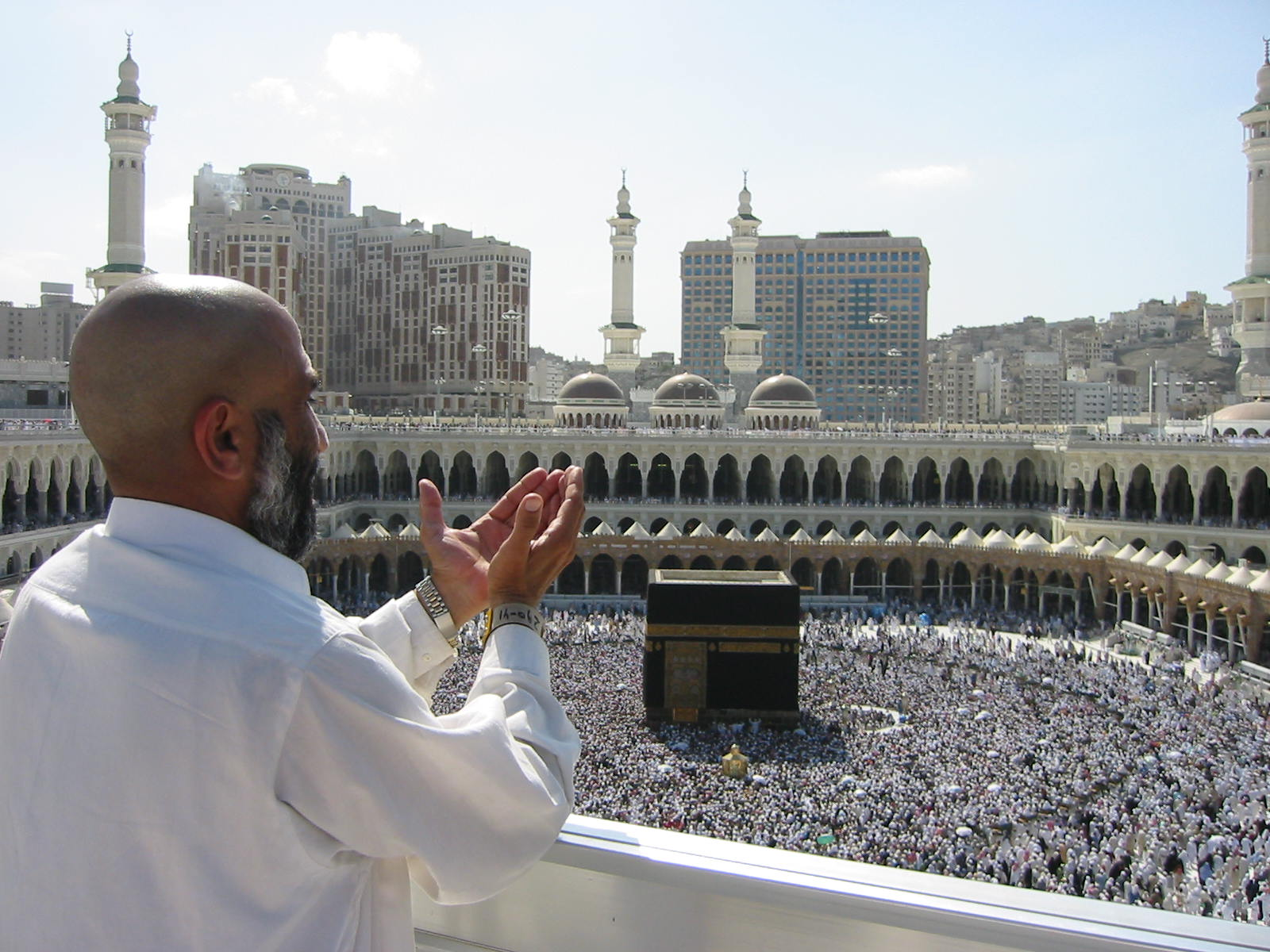
朝覲時的禁寺，中間黑色的建築為天房

朝向是穆斯林在地球上任何地方對克爾白做薩拉赫朝拜的方向，阿拉伯語稱為“基卜拉”。古蘭經明确要求穆斯林要這麼做（古蘭經 2：143-144）。
早期的穆斯林和猶太人一樣，面向耶路撒冷禮拜。根據伊斯蘭傳統的說法，有一次穆罕默德在雙朝向清真寺內禮拜的時候，真主命令他放棄朝向耶路撒冷禮拜，改為向麥加的克爾白禮拜。至於改變禮拜方向的原因有很多種說法，大部分的歷史學者認為是因為麥地那的猶太人始終不願意皈依伊斯蘭教的緣故。穆斯林則相信此舉是真主對所有自稱信仰認一神的信徒（猶太人和穆斯林）的考驗。
美國穆斯林對於朝拜方向如何定位的意見較分歧，有的主張像麥卡托投影法一樣在一張地圖上畫數條直線來辨識方向，有的主張由大圓線來決定方向。這些爭論毫無止息。主張麥卡托投影法的穆斯林在禮拜的時候朝東，但稍微偏南。後者則向東北方向禮拜。在不同城市美國穆斯林的朝拜方向都不盡相同。
有的穆斯林懂得使用禮拜朝向專用指南針，因此不管他們身處何處都能夠知曉禮拜的確切方向。這種指南針的使用方法是使用者要先把指針指北的一端對準指南針上的某一個點，這要視使用者所在的地點而定。指針調整好之後，使用者即可按照繪有宣禮塔圖案所指的方向開始禮拜。禮拜的朝向在指南針上顯示的可能刻度眾多，因此不同地區的對應刻度都詳細列在使用手冊或網路上。禮拜朝向專用指南針不一定是一個獨立的指南針，也有鑲在手錶上的。
住在地球上的人們要進行禮拜較為容易，因為禮拜是以太陽日為準的。2007年10月，馬來西亞籍太空人謝赫·穆扎法爾·舒庫爾於晚間在哈薩克搭乘俄羅斯聯合號火箭前往國際太空站。但由於國際太空站每天繞行地球十六次，於是他必須每天禮拜八十次。然而大馬當局特許他一天禮拜五次即可，只要禮拜的朝向正確就可以了。事實上伊斯蘭教法教導穆斯林的禮拜方式可因特殊情況而調整（併禮）、方便信徒的，例如在戰爭或飛機旅行期間可減少禮拜或改變禮拜方式。

## 外部連結
- （英文）Google 克爾白衛星照
- （英文）禮拜朝向定位系統 直接輸入使用者所在地即可顯示禮拜應面對的朝向，可輸入各國文字
- （英文）克爾白資訊（页面存档备份，存于）-克爾白的詳細介紹
- （英文）克爾白3D動畫 （页面存档备份，存于）-可用iTunes免費下載，不定期更新
- （英文）伊斯蘭建築辭典